# 魏塘叶宅
魏塘叶宅俗称“九间头”，位于中国浙江省嘉兴市嘉善县魏塘街道日晖社区中山东路482弄，由当地商人叶文焕建于清末，现为多户居住的大杂院。
建筑坐北朝南，前临中山东路，总体布局前店后宅，自南至北依次为沿街楼房、大厅和走马堂楼四进，均为硬山顶砖木结构建筑，沿街楼房面阔九间，其它建筑面阔均为五间，大厅进深十檩（五架梁带前双步后三步用五柱），西侧设有陪弄。